# Talar (fleuve)
Pour l’article homonyme, voir Talar.
Le Talar, en persan تالار, est un fleuve du Nord de l'Iran prenant sa source dans l'Elbourz central et se jetant dans la mer Caspienne.